# تپه یرتا
تپه یرتا مربوط به دوران پیش از تاریخ ایران باستان تا دوران‌های تاریخی پس از اسلام است و در شهرستان گرگان، بخش بهاران، روستای قلی‌آباد واقع شده و این اثر در تاریخ ۷ مرداد ۱۳۸۲ با شمارهٔ ثبت ۹۳۴۵ به‌عنوان یکی از آثار ملی ایران به ثبت رسیده است.